# Bulgar
Bulgar (en latin Bulgaranus) est un noble wisigoth vivant entre la fin du VIe et le début du VIIe siècle.

## Biographie
Bulgar est passé à la postérité grâce à ses écrits, des lettres destinées à la chancellerie de Tolède, capitale du royaume wisigoth d'Espagne, lettres parvenues jusqu'à nous et publiées en 1892.
Appartenant probablement à la haute-noblesse gothique, il est connu comme étant un comes (comte) d'une cité inconnue de la Narbonnaise (Sud Ouest de la Gaule), appartenant à la Septimanie. C'est également un catholique qui a probablement abjuré l'arianisme sous le règne du roi Récarède (586-601), fils et successeur du grand roi arien Léovigild, et 1er roi wisigoth catholique (587) qui a fait du catholicisme la seule religion officielle de son royaume (589).
Bulgar, sachant visiblement lire et écrire, un lettré donc (à moins qu'il n'ait pas lui-même écrit ses lettres), peut nous démontrer qu'il est personnage assez cultivé (souvent les nobles demeurent illettrés à cette époque, cependant moins que dans le reste de l'Europe) donc un noble assez important, ayant reçu une éducation assez soutenue. C'est peut-être un proche et fidèle du roi Récarède, qui participe à la répression de la révolte arienne en Septimanie (vers 588), organisée par Athaloc, archevêque arien de Narbonne, et secondé deux nobles, Granista et Wildigern.

## L'usurpation de Wittéric
En 603, le jeune roi wisigoth Liuva II, fils et successeur du roi Récarède, est renversé par un noble vraisemblablement arien, Wittéric, qui prend le pouvoir, visiblement sans grande difficulté ce qui peut nous démontrer que parmi les Wisigoths, un nombre non négligeable d'individus restent hostiles au catholicisme et à la dynastie de Léovigild. On comprend mal dans ce cas le coup d'État réussi de Wittéric qui se maintiendra sur le trône wisigothique environ 7 années. Ordonne-t-il une sévère répression anti-catholique ? Ce qui est sûr c'est que Bulgar, catholique, est démis de ses fonctions et capturé (603). Selon ses écrits, il est « déporté » (peut-être à Tolède, capitale wisigothe) et emprisonné dans diverses prisons où il subit régulièrement privations d'eau et de nourritures, et où il est maltraité. Sa détention dure près de 7 années. Il est étrangement libéré au début de l'an 610 par Wittéric, peu avant son assassinat lors d'un banquet (avril).

## Sous le règne de Gundomar
Lorsque Gundomar, dux de Septimanie (ou « Gothie »), un catholique, prend le pouvoir (avril 610), Bulgar est libéré depuis peu, ayant repris sa fonction de comes. Ce dernier fait mention dans ses écrits, rédigés après sa libération, de la bonté de Gundomar, peut-être un ami, qui a bien traité les nobles pourchassés par Wittéric, que Bulgar accuse d'avoir exploité le peuple et qu'il traite de « plus mauvais des voleurs ». Bulgar est nommé gouverneur de la Gothie par Gundomar, lui succédant à ce poste, et il se signale par la suite pour sa qualité de diplomate ainsi que celle d'homme de guerre. Il semble également avoir joué un rôle dans le rétablissement des bonnes relations entre Wisigoths et rois francs, souvent conflictuelles depuis le règne de Clovis.
Il meurt à une date inconnue.